# Yên Phong, Bắc Ninh
Yên Phong là một xã thuộc tỉnh Bắc Ninh, Việt Nam.

## Địa lý
Xã Yên Phong có vị trí địa lý:
- Phía đông giáp các xã Tam Đa và Yên Trung
- Phía tây giáp xã Văn Môn
- Phía nam giáp phường Tam Sơn và xã Tiên Du
- Phía bắc giáp các xã Tam Giang và Xuân Cẩm.

Xã Yên Phong có diện tích 27,89 km², dân số 63.489 người, mật độ dân số đạt 2.276 người/km².

## Lịch sử
Thị trấn Chờ được thành lập vào ngày 9 tháng 1 năm 1998 trên cơ sở toàn bộ diện tích tự nhiên và dân số của xã Hàm Sơn.
Ngày 16 tháng 6 năm 2025, Ủy ban Thường vụ Quốc hội ban hành Nghị quyết số 1658/NQ-UBTVQH15 của UBTVQH về việc sắp xếp các đơn vị hành chính cấp xã của tỉnh Bắc Ninh năm 2025. Theo đó, sắp xếp toàn bộ diện tích tự nhiên, quy mô dân số của thị trấn Chờ và các xã Trung Nghĩa, Long Châu, Đông Tiến thành xã mới có tên gọi là xã Yên Phong.

## Địa chỉ trụ sở các cơ quan
- Trụ sở UBND xã: Số 8, đường Nguyễn Bỉnh Khiêm, khu đô thị mới Yên Phong, xã Yên Phong
- Trung tâm phục vụ hành chính công: Đường Huỳnh Thúc Kháng, khu đô thị mới Yên Phong, xã Yên Phong
- Công an xã: Số 6, đường Nguyễn Bỉnh Khiêm, khu đô thị mới Yên Phong, xã Yên Phong